# 東方国際集装箱
東方国際集装箱（とうほうこくさいしゅうそうそう、ドンファンこくさいしゅうそうばこ、東方国際コンテナ、英: Dong Fang International Container）は、COSCO傘下のコンテナメーカー。海上コンテナの製造・販売を行う。

## 主な製品
ドライコンテナ
20ft・20ftハイキューブ・40ft・40ftハイキューブ・45ftハイキューブ 
リーファーコンテナ
20ft・20ftハイキューブ・40ft・40ftハイキューブ
特殊コンテナ
20ft・20ftハイキューブ・40ft

## 主な顧客
インターエイシアライン・OOCL・川崎汽船・COSCO・CMA CGM・商船三井・長栄海運・韓進海運・興亜海運・日本郵船・ONE
|コンテナリース会社
AMFICON・Ocean Container Group・CAI international・CRONOS・Sea Cube・seaco・tex tainer・TRITON international・Beacon intermodal・RAFFLES